# 女菀
女菀（学名：Turczaninowia fastigiata），又稱菀、织女菀、女肠、羊须草、茆，为菊科女菀属下的一种多年生草本植物，也是該屬唯一一種，洗喜好生長在潮濕處，高30至100厘米。其茎直立，叶綠色，无柄，线状披针形。秋季開花，头状花序，柱头2裂。結一毫米長的长圆形瘦果。夏季採摘其全草或根入藥，有温肺化痰、和中利尿的功效。

## 延伸阅读
- 維基物種上的相關：女菀

[在维基数据编辑]
 《欽定古今圖書集成·博物彙編·草木典·女菀部》，出自陈梦雷《古今圖書集成》
 《植物名實圖考·女菀》，出自吳其濬《植物名實圖考》